# Philippe Etchebest
Philippe Etchebest (Soissons, 2 december 1966) is een Franse chef-kok en televisiepresentator.
Sinds 2015 is hij jurylid bij Top Chef (seizoen 6 en volgende) en presenteert hij de shows Objectif Top Chef, Cauchemar en cuisine en Cauchemar à l'hôtel op de zender M6. In 2023 is Etchebest de hoofdrolspeler van de show Un chef au bout du monde op dezelfde zender.
In november 2023 werd Etchebest benoemd tot ridder in het Legioen van Eer.